# Міжріччя (селище, Черняховський район)
Міжріччя (рос. Междуречье) — селище Черняховського району, Калінінградської області Росії. Входить до складу Свободненського сільського поселення.
Населення —  559 осіб (2015 рік). 

## Населення
| 2002 | 2010 |
| ---- | ---- |
| 619  | ↘559 |